# Ražanac
Ražanac (olaszul: Rasanze) falu és község Horvátországban Zára megyében.

## Fekvése
Zára központjától légvonalban 20 km-re, közúton 22 km-re északkeletre, Dalmácia északi részén, a Velebit-csatorna partján fekszik.

## A község települései
Közigazgatásilag Jovići, Krneza, Ljubač, Ljubački Stanovi, Podrvšje, Radovin és Rtina települések tartoznak hozzá.

## Története
Területe már a történelem előtti időkben is lakott volt, melyről számos régészeti lelet tanúskodik. Számos lelet került elő a kőkorszakból, melyeket a zágrábi régészeti múzeumban őriznek. A korai bronzkorból a falutól délre, a Šibenik nevű településrészen egy nagy sírhalom, a falutól északnyugatra a Gajetovica nevű helyen még feltáratlan liburn sírok maradtak fenn. A liburn kultúra legjelentősebb emlékeit Radovinban és a Ljuba-félszigeten találjuk, ahol jól látható a mesterségesen erőddé épített Venac-domb jellegzetes formája. A római korból ugyan nem maradt írásos dokumentum, de a terület folyamatos lakottságát bizonyítja a podvršjei kora keresztény bazilika. Valószínű, hogy a bazilika közelében korábban római szentély állt, melynek maradványait beépítették a keresztény templom falába. Sajnos ez a fontos kora keresztény emlék sem élte túl a barbárok pusztítását, akik felgyújtották és földig rombolták. A békétlen időkben is jól védhető, stratégiai fontosságú Ljuba-félsziget csakhamar újra benépesült. 
Ljuba vára a középkorban a zárai régió egyik legjelentősebb erősségévé fejlődött. Védelmét előbb a templomos lovagok, majd a johanniták látták el. Amikor a 15. század elején Dalmácia velencei uralom alá került ez a birtok a zárai Matafar nemesi családé lett. Ražanac neve 1332-ben szerepel először a zárai nemes Vučine Martinušić javainak összeírásában. Maga Ražanac a 15. században Szent András tiszteletére szentelt templomával plébánia székhelye volt. Plébániáját 1460-ban említik először. Termékeny völgy feletti domináns fekvése és számos malma a környék falvainak gazdasági központjává tette. Ebben az időben a falu legnagyobb része a zárai Carnarutis nemesi család hűbérbirtoka volt. A növekvő török veszély miatt az itt birtokkal rendelkező zárai nemesek, a helyiekkel és a környező falvak népével 1507. május 1-jén szerződést kötöttek, hogy a tengerbe nyúló keskeny félszigeten a Pesak nevű helyen várat építenek, ahova szükség esetén be tudnak húzódni. A vár már 1510-ben készen állt, a félszigetre való bejáratot lezáró falait két kisebb és egy nagyobb torony erősítette.
A nehéz időszakban a lakosság a biztos menedéket nyújtó vár és a Szent András templom közelébe települt át arra a helyre, ahol a település ma is található. Ražanac vára jól szolgálta a lakosság védelmét a török támadásokkal szemben a ciprusi háború idején is, amikor a közeli Posedarjét, Vinjeracot és Poličnikot is felégették, majd a kandiai háború idején is 1645-ben, amikor a vránai Halil bég sikertelenül támadta falait. 1646-ban azonban a török sereg segítségére sietett Ibrahim boszniai pasa húszezer fős serege és a túlerő elfoglalta a várat, melyet védői maguk gyújtottak fel. A háborús idők sem tudták azonban meggátolni az újabb betelepülést. A török veszély időszakában Ražanac végig menedéket nyújtott a megszállt területekről menekülteknek, emiatt a lakosság száma folyamatosan nőtt. Ražanac a Novigradi-tengertől a Ljubai-kapuig terjedő teljes terület legvonzóbb helye volt. 
A 19. század közepén régi helyén felépült az új monumentális neoromán stílusú plébániatemplom, melyet 1856-ban a Rózsafüzér királynője tiszteletére szenteltek. Iskoláját 1865-ben nyitották. 1857-ben 806, 1910-ben 935 lakosa volt. Ezt követően előbb a Szerb-Horvát-Szlovén Királyság, majd Jugoszlávia része lett. Közben 1913-ban kiépült a vízvezeték hálózat, 1960-ban bevezették az elektromos áramot, 1990-ben pedig az automata telefonközpontot. 1959-ben műanyag-feldolgozó épült a településen. A honvédő háború idején 1991-92-ben Ražanac a védelem központja volt, egyben az első számú menedék a környék lerombolt falvainak elűzött horvát lakossága számára. 1993-tól Ražanac újra községközpont. 2011-ben 943 lakosa volt. Lakói hagyományosan mezőgazdasággal, állattartással, kézművességgel, halászattal, vendéglátással és turizmussal foglalkoztak. A településen iskola, orvosi rendelő, gyógyszertár, községi és anyakönyvi hivatal, postahivatal működik.

## Lakosság

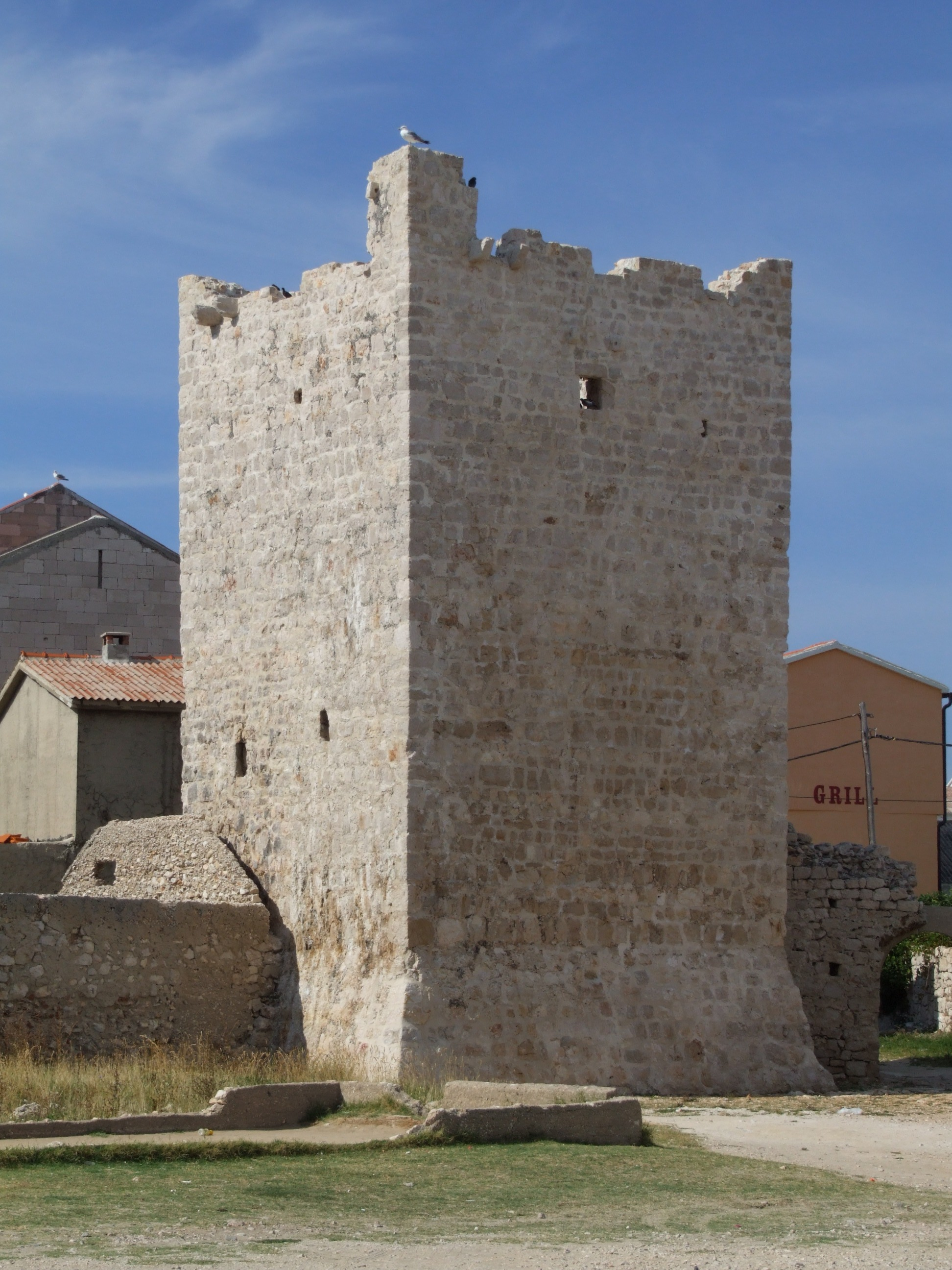
Ražanac várának tornya

| Lakosság változása | Lakosság változása | Lakosság változása | Lakosság változása | Lakosság változása | Lakosság változása | Lakosság változása | Lakosság változása | Lakosság változása | Lakosság változása | Lakosság változása | Lakosság változása | Lakosság változása | Lakosság változása | Lakosság változása | Lakosság változása |
| ------------------ | ------------------ | ------------------ | ------------------ | ------------------ | ------------------ | ------------------ | ------------------ | ------------------ | ------------------ | ------------------ | ------------------ | ------------------ | ------------------ | ------------------ | ------------------ |
| 1857               | 1869               | 1880               | 1890               | 1900               | 1910               | 1921               | 1931               | 1948               | 1953               | 1961               | 1971               | 1981               | 1991               | 2001               | 2011               |
| 806                | 839                | 552                | 711                | 812                | 935                | 1.160              | 1.854              | 1.005              | 1.081              | 1.051              | 1.039              | 867                | 1.039              | 1.002              | 943                |

## Nevezetességei
- Ražanac vára[6] a 16. század elején épült annak a széles körű tervnek a részeként, mely szerint a Zára környéki egyes szárazföldi településeket meg kell erősíteni. Ez a folyamat különösen az 1493-as korbávmezei csatát és az 1499-1502 közötti velencei-török háborút követően vett lendületet. 1507. május 1-jén az itt birtokkal rendelkező zárai nemesek a Carnarutis, a Grisogono és a Ventura családok, a helyiekkel és a környező falvak Brus, Jakanac és Čakavac népének képviselőivel szerződést kötöttek, hogy Ražanac közelében a tengerbe nyúló keskeny félszigeten a Pesak nevű helyen várat építenek, ahova a török támadások esetén be tudnak menekülni. A vár már 1510-ben készen állt, a félszigetre való bejáratot lezáró falait két kisebb és egy nagyobb torony erősítette. A Mateo Pagano által az 1530-as években Észak-Dalmáciáról és Likáról alkotott térkép Ražanacot már ezzel a várral ábrázolta.[7] A falakkal védett területen belüli parcellák nagyon gyorsan beépültek és mintegy száz házból álló tömböt képeztek. A vár védelmi feladatát sokáig jól ellátta, 1646-ban azonban a török túlerőnek már nem tudott ellenállni és átmenetileg török kézre került. Az 1685 és 1699 között dúlt török háborút követően a török veszély lényegében megszűnt, így a vár szerepe is megváltozott. A házak idővel átépültek a széltől jobban védett másik oldalra, így az egész település új helyre települt. A három torony és a védőfalak többé-kevésbé a 20. századig fennmaradtak. A falak első áttörése a nyugati toronynál történt, ahol átjárót biztosítottak a kikötő felé. A központi és a keleti torony közötti falszakasz részben az újabb lakóházak építéséhez szolgált alapul, részben pedig lebontották, hogy összeköttetést nyissanak a település keleti része és a kikötő között. A vár leginkább veszélyeztetett része a tenger által körülölelt keleti torony volt, melyet előbb a bóra rongált meg, végül 1973-ban lebontották. Ražanac vára ennek ellenére az egyik legépebben megmaradt török kori erődítmény a zárai régióban. Ez a fontos történelmi és kulturális emlék azonban az évszázados elhanyagoltság és a szélsőséges időjárás következtében folyamatosan helyrehozhatatlan károkat szenved.[7]
- A Rózsafüzér királynője tiszteletére szentelt plébániatemploma a 16. században épült. 1646-ban a török lerombolta, de 1670-ben helyreállították, majd 1682-ben újrafalazták. 1856-ban és 1983-ban megújították. Kívülről faragott kövekkel burkolták. Egyhajós épület sekrestyével és öt, fából faragott barokk oltárral. Mind közül a legszebb és legnagyobb a főoltár, amely azonban az 1983-as felújítás során elveszítette eredeti formáját.[7] A fényűzően díszített főoltárt a Rózsafüzér királynőjének szobra uralja, arany és ezüst ajándékokkal ékesítve. Felette a feltámadás ábrázolása, két oldalán Szent Péter és Pál szobrai, ezek felett Szent Katalin, Szűz Mária gyermekével, a Szentháromság és Szent Domonkos. A négy mellékoltár Szent Simon, Páduai Szent Antal, Jézus szíve és a Hétfájdalmú Szűzanya tiszteletére van szentelve.[7] A szembemiséző oltár, a keresztelőmedence és a szenteltvíztartó kőből készült. A templomban található Ivan Manola egykori nini püspök 1712-ből származó síremléke, aki itteni szolgálata idején hunyt el.[2] 1753-ban a plébániatemplomban alakult meg a Rózsafüzér királynője testvériség.[2] A plébánia anyakönyveit 1825-től vezetik, a régebbiek elégtek.[7] A plébániaházat 1836-ban építették.[2]
- A Gyógyító Boldogasszony tiszteletére szentelt temploma 1680-ban épült. Körülötte egykor temető volt, amelynek ma már nyoma sincs. Bejárta felett latin nyelvű tábla található. Berendezése egy kőből készített oltár és a Szűzanya fából faragott szobra.[7]
- A Szent András templom 2 km-re fekszik a falu központjától azon a mezőn, ahol a középkori Ražanac feküdt. Írásos dokumentum 1458-ban említi először, de ennél sokkal régebbi lehet. Egyes vélemények szerint itt temették el 1058-ban I. István horvát királyt.[7] A templomot 1997-ben megújították, az év április 7-én szentelte fel újra Ivan Prenđa zárai érsek.[2]
- A határában feltárt történelem előtti halomsírok különös jelentőségét az adja, hogy a Kelet-Adriának ezen a részén ezek az első ilyen temetkezések. A Jokina glavicán, Duševića glavicán és a Matakova glavicán található halomsírok a mezőgazdasági művelés okozta károk ellenére nagyrészt megőrizték eredeti nagyságukat és formájukat. A Jokina glavicán égett emberi maradványokat és négy urnát tártak fel, melyekben különböző bronz ékszereket találtak. 18 középkori sírt is találtak itt, melyek egy része hagyományos fakoporsós temetkezés, de számos kőből épített sír is volt közöttük. Az előkerült ékszerek között karperecek, fülbevalók, üveggyöngyökkel egyedülállóan díszített gyűrűk és nyakláncok találhatók.[7] Ezen kívül használati tárgyak, kések, árak, kovakő tűzszerszámok és kultikus kerámiák is előkerültek. A Matakova glavica a Jokina glavicától 280 méterre keletre, a Glavičinán levő ókeresztény templom közelében, a Zára-Pag főútvonal jobb oldalán található. Méretre valamivel kisebb mint a Jokina és a Duševića glavica. Őskori részéból kiemelkedik a halom közepén található kör alakú kő platform. A mezőgazdasági munkáktól épen maradt részén rituális égetésre utaló őskori tárgyak töredékeit találták, melyek között mintegy kétszáz őskori cseréptöredék van. Itt került elő a sírhalom egyetlen teljes csontváza is. A temetkezési rétegek között I. Constantinus római császár pénzérméjét is megtalálták.[7] A Duševića glavica a krnezai Havas Boldogasszony templomtól 250 méterre északkeletre található. Ebben 11 sírt tártak fel, melyek közül kettő őskori, 9 pedig kora középkori eredetű. Az őskori sírok egyike egy kő láda, melyben egy férfi és egy nő maradványait találták, akik közül az egyik a jobb oldalon zsugorított fekvésben volt. A középkori sírok közül nyolc tartalmazott maradványokat, de csak egynek voltak mellékletei.[7]
- 2002-ben a Podvršje-Glavčine (Matakov Brig) nevű helyen nagyméretű kettős templom[8] maradványait tárták fel. A déli templom az 5. század második feléből, az északi a 6. század közepéről származik. Kora bizánci stílusban épült.[2][7]
- A múltban a környéken néhány kolostor is állt, melyek a török támadások során pusztultak el. Ražanac területén állt 1416-ig a Remete Szent Pál kolostor is Szent András apostol tiszteletére szentelt templomával. Az 1603-as egyházlátogatás említ egy Szent Jeromos tiszteletére szentelt templomot is, mely 1570-ben a velencei-török harcokban pusztult el.[2]
- Ražanac régóta híres házilag készített minőségi borairól.

## Híres emberek
A községhez tartozó Rtina melletti kis Plemići településen született 1548-ban Juraj Baraković horvát reneszánsz költő.